# Gouvernement Thilges
Gouvernement de Blochausen Gouvernement Eyschen
Le gouvernement Thilges (luxembourgeois : Regierung Thilges), est le gouvernement du Luxembourg en fonction du 20 février 1885 au 22 septembre 1888.

## La transition
Des spéculations en Bourse, qui pourraient être assimilées à un délit d’initié, entraînent la chute du baron de Blochausen. Après que la presse a divulgué les transactions douteuses, le roi demande à son ministre d’État de démissionner. Il charge Emmanuel Servais de former un nouveau gouvernement. Celui-ci propose Édouard Thilges qui, après quelques hésitations, accepte la charge de président d’une équipe gouvernementale placée sous le signe de la continuité.

## Composition
| Portefeuille                                                                        | Titulaire         | Titulaire |
| ----------------------------------------------------------------------------------- | ----------------- | --------- |
| Ministre d'État Président du gouvernement Directeur général des Affaires étrangères | Édouard Thilges   |           |
| Directeur général de la Justice                                                     | Paul Eyschen      |           |
| Directeur général de l'Intérieur                                                    | Henri Kirpach     |           |
| Directeur général des Finances                                                      | Mathias Mongenast |           |

## Politique gouvernementale
À l’exception de la faillite de la Banque Fehlen & Cie en 1886, qui ne s’est plus remise des pertes subies lors de la chute de la Banque nationale, la période 1885-1889 se déroule sans heurts ni fracas. Les finances publiques dirigées par Mathias Mongenast se portent au mieux. Le développement du Zollverein et l’essor de la sidérurgie assurent à l’État des recettes toujours croissantes. D’importantes ressources sont investies dans l’achèvement du réseau des chemins de fer vicinaux. En authentique libéral, Édouard Thilges prône la non-intervention de l’État dans le fonctionnement de l’économie et ceci,
même si certains secteurs connaissent des difficultés passagères : « Le gouvernement doit prêter son appui à toutes les mesures qui sont dans le cas d’encourager le développement de l’industrie et du commerce d’une manière générale ; mais il n’a pas à intervenir en faveur d’entreprises particulières […]. Si nous faisions quelque chose en faveur d’un établissement ruiné par sa propre faute, quelle serait notre position vis-à-vis d’autres établissements, vis-à-vis de particuliers qui par suite d’événements inattendus se trouvent dans une situation difficile ? »